# Beby Mahita
Beby Mahita es una deportista malgache que compitió en judo. Ganó dos medallas de bronce en el Campeonato Africano de Judo, en los años 2006 y 2008.

## Palmarés internacional
| Campeonato Africano | Campeonato Africano     | Campeonato Africano | Campeonato Africano |
| Año                 | Lugar                   | Medalla             | Categoría           |
| ------------------- | ----------------------- | ------------------- | ------------------- |
| 2006                | Puerto Louis (Mauricio) | Medalla de bronce   | –57 kg              |
| 2008                | Agadir (Marruecos)      | Medalla de bronce   | –57 kg              |